# 新座洞道火災事故
新座洞道火災事故（にいざどうどうかさいじこ）は、2016年（平成28年）10月12日に埼玉県新座市で発生した送電ケーブルの火災事故。東京都心にまで及ぶ大規模な停電を引き起こした。

## 経緯
2016年10月12日14時50分頃、新座市にある東京電力パワーグリッドの地下送電設備（洞道）から出火。洞道内の高圧送電ケーブルは、新座変電所から豊島変電所へ伸びるもの（城北線）で、火災による焼傷のため送電が停止。東京都の中心部である新宿区や千代田区など延べ58万戸が停電した。東電PGは配電網を調整したため、停電については1時間程度で解消した。死傷者は出なかったもののサーバのダウンやエレベーターの閉じ込めが相次いだ。
消火活動は、洞道と並行する国道254号を交通規制して行われたが、横坑への注水が難航。鎮火は、翌日未明となった。

## 火災事故を受けての対応
経済産業省は事態を問題視。火災発生後から原因究明及び緊急点検などを指示するとともに、省内に大規模停電問題検討タスクフォースを設置。同年11月16日、改めて経済産業大臣から東京電力を含む電力各社に対し再発防止対策を指示した。
施設を所管する東京電力パワーグリッドは、後日、経済産業省に事故概要を取りまとめた報告書を提出。火災の発生メカニズムについて、経年劣化した電源ケーブルが、内部からの圧力を受けて膨張、破裂、絶縁破壊による短絡で火災が生じたものと推定した。